# Projecte 57
El Projecte 57 fou una única prova nuclear de superfície duta a terme pels Estats Units al Nellis Air Force Range, lloc contigu a l'Emplaçament de Proves de Nevada, el 24 d'abril del 1957 a les 14:27 (GMT).
Aquesta prova fou precedida per l'Operació Redwing i succeïda per l'Operació Plumbbob.
La zona de proves, també coneguda com a Àrea 13, tenia una extensió de 16 per 26 quilòmetres i era adjacent al seu extrem nord a l'Emplaçament de Proves de Nevada.
El Projecte 57 consistia en una sola prova de seguretat, l'objectiu de què era verificar que la detonació incontrolada de l'alt explosiu del cap nuclear no generés una explosió nuclear. També es volia estudiar l'extensió de la contaminació pel plutoni sense desintegrar.
El cap nuclear mesurava 44,2 mm × 67,8 mm i pesava 100 kg. Es feren detonar els seus 45 kg d'alt explosiu de manera asimètrica per simular una detonació accidental. No produí cap reacció atòmica, però generà molta contaminació per plutoni.
L'àrea contaminada fou inicialment barrada i l'equip contaminat enterrat al mateix lloc. El 1981, el Departament d'Energia dels Estats Units descontaminà i donà de baixa la zona de proves. Centenars de milers de metres cúbics de terra i restes foren retirats de l'Àrea 13 i ubicats en una instal·lació d'emmagatzematge de residus a Nevada.